# Hauptstrasse 526
Die Hauptstrasse 526 ist eine Schweizer Hauptstrasse in den Kantonen Bern und Jura und ein mit besonderen Vorschriften belegter Abschnitt der Hauptstrasse 248.4. Weil die Route hier als schmale Strasse durch das Engnis der Gorges du Pichoux führt, unterliegt sie gemäss der schweizerischen Durchgangsstrassenverordnung einer Verkehrsbeschränkung: Der Strassenabschnitt darf nur von Fahrzeugen mit bis zu 2,30 Metern Breite befahren werden.

## Geografie
Die Strecke ist eine der spektakulärsten Passagen im Juragebirge. Sie führt durch die enge, wilde Schlucht der Gorges du Pichoux, die bis zu 500 Meter in die Antiklinale eingetieft ist. Im Durchbruchstal fliesst die Sorne gegen Norden, und die 1836 gebaute Hauptstrasse folgt deren Weg. Die Klus liegt zwischen der Ortschaft Le Pichoux, Gemeinde Petit-Val, im Kanton Bern, und Undervelier, Gemeinde Haute-Sorne, im Kanton Jura. Die Hauptstrasse überwindet wie die Sorne auf dem Weg durch die Schlucht fast 200 Höhenmeter. An der Südflanke des Berges hat der wenig wasserreiche Fluss die aufgefalteten Kalkschichten nur knapp erodieren können, weshalb die Seitenwände des südlichen Schluchtabschnitts nahe beieinander stehen und nur wenig Platz für den Verkehrsweg bieten.
Das Quertal Gorges du Pichoux mit seiner näheren Umgebung ist als Landschaftsschutzgebiet im Bundesinventar der Landschaften und Naturdenkmäler von nationaler Bedeutung verzeichnet.
Nördlich von Undervelier durchquert die Hauptstrasse 248.4 eine weitere Klus durch eine hohe Antiklinale, die jedoch nicht zur Strecke der Strasse 526 gehört.

## Verlauf
Die Strasse beginnt im Süden in der kleinen Ortschaft Le Pichoux auf der Höhe von 725 m ü. M. Die Hauptstrasse 248 erreicht Le Pichoux von Westen. Am Eingang zur Schluchtpassage quert die Strasse einen ersten schmalen Felseinschnitt, wo sie längs über dem eingedolten Bach Le Pichoux gebaut ist. Nach dessen Mündung in die Sorne ist der Unterbau der Strasse auf der ersten, sehr schmalen Strecke der Schlucht im felsigen Bachbett errichtet und der Fluss daneben in eine schmale Rinne gedrängt. Die Strasse quert das Bachbett auf einer Brücke und folgt dem Fluss etwas mehr als zwei Kilometer weit mit einem starken Gefälle auf der linken Seite in nördlicher Richtung. Dabei passiert sie einen Tunnel, der so schmal ist, dass Motorfahrzeuge nicht kreuzen können, und überschreitet kurz danach oberhalb des Stausees Lac Vert die Kantonsgrenze.
Im nördlichen Teil des Bergeinschnitts überquert die Strasse die Sorne bei der Gewerbesiedlung Blanches-Fontaines zum zweiten Mal und führt danach einen halben Kilometer weit dem rechten Flussufer entlang bis zum nördlichen Ausgang der Schlucht bei Les Corbets auf 545 m ü. M. In diesem Bereich ist die Strasse teilweise doppelspurig ausgebaut. Vom Ausgang der Schlucht verläuft der Strassenabschnitt 600 Meter weit durch das flache Tal nördlich des Berges bis in das Zentrum des Dorfes Undervelier.
Die Hauptstrasse ist ein Abschnitt der Veloroute 23 «Basel–Franches-Montagnes»; durch die Schlucht führt kein durchgehender Wanderweg.

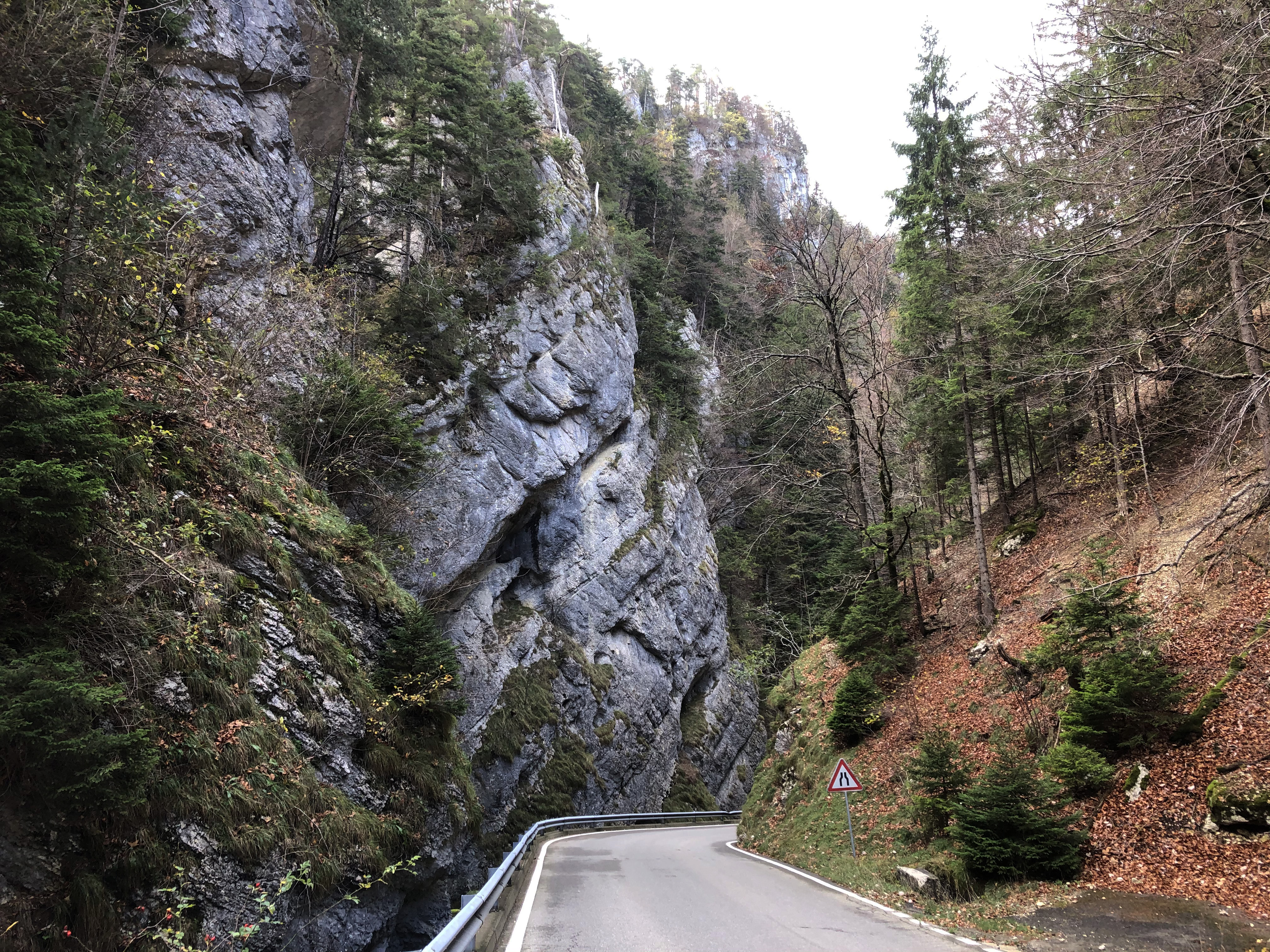
Engpass mit Gefahrensignal
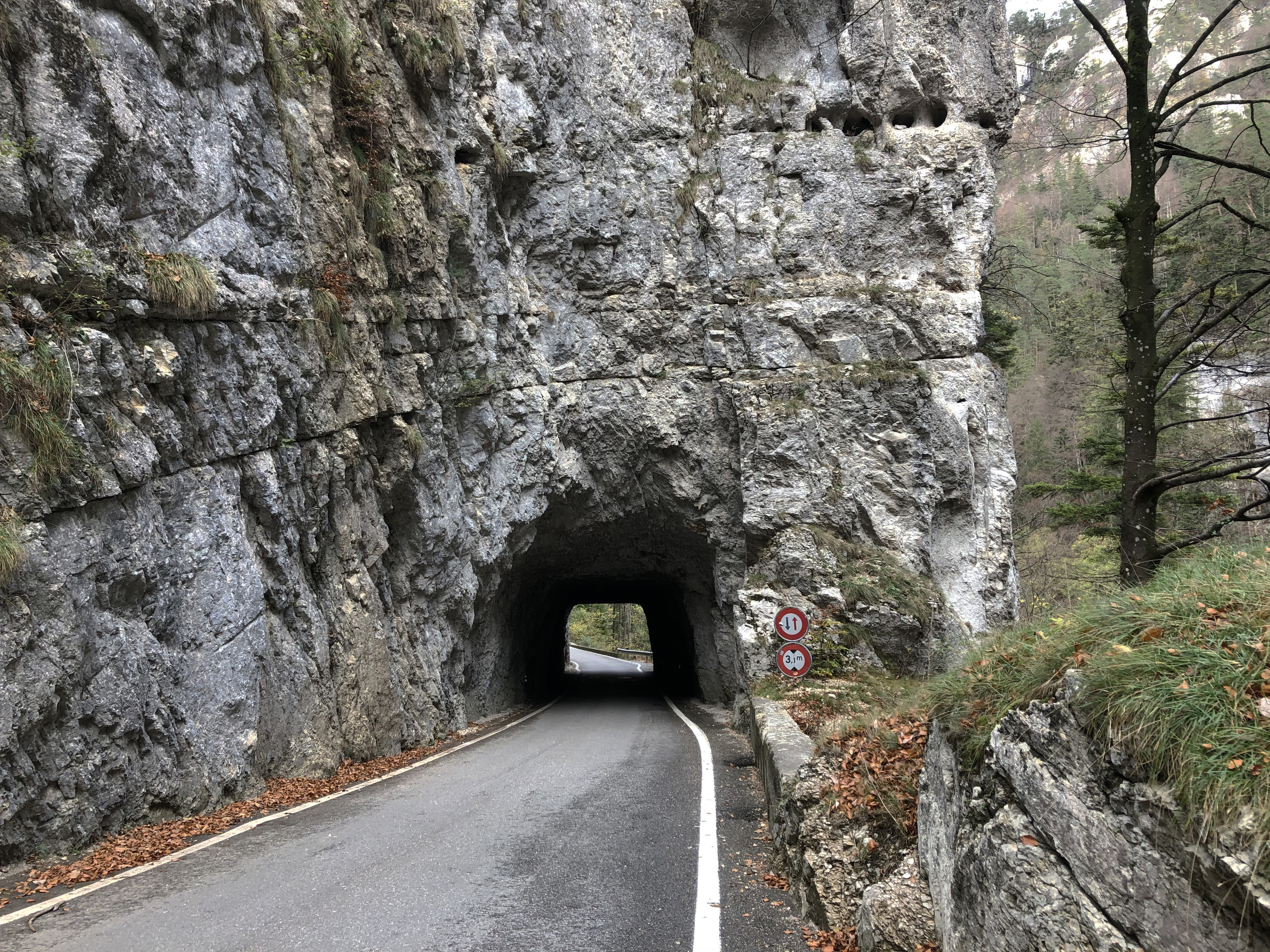
Strassentunnel
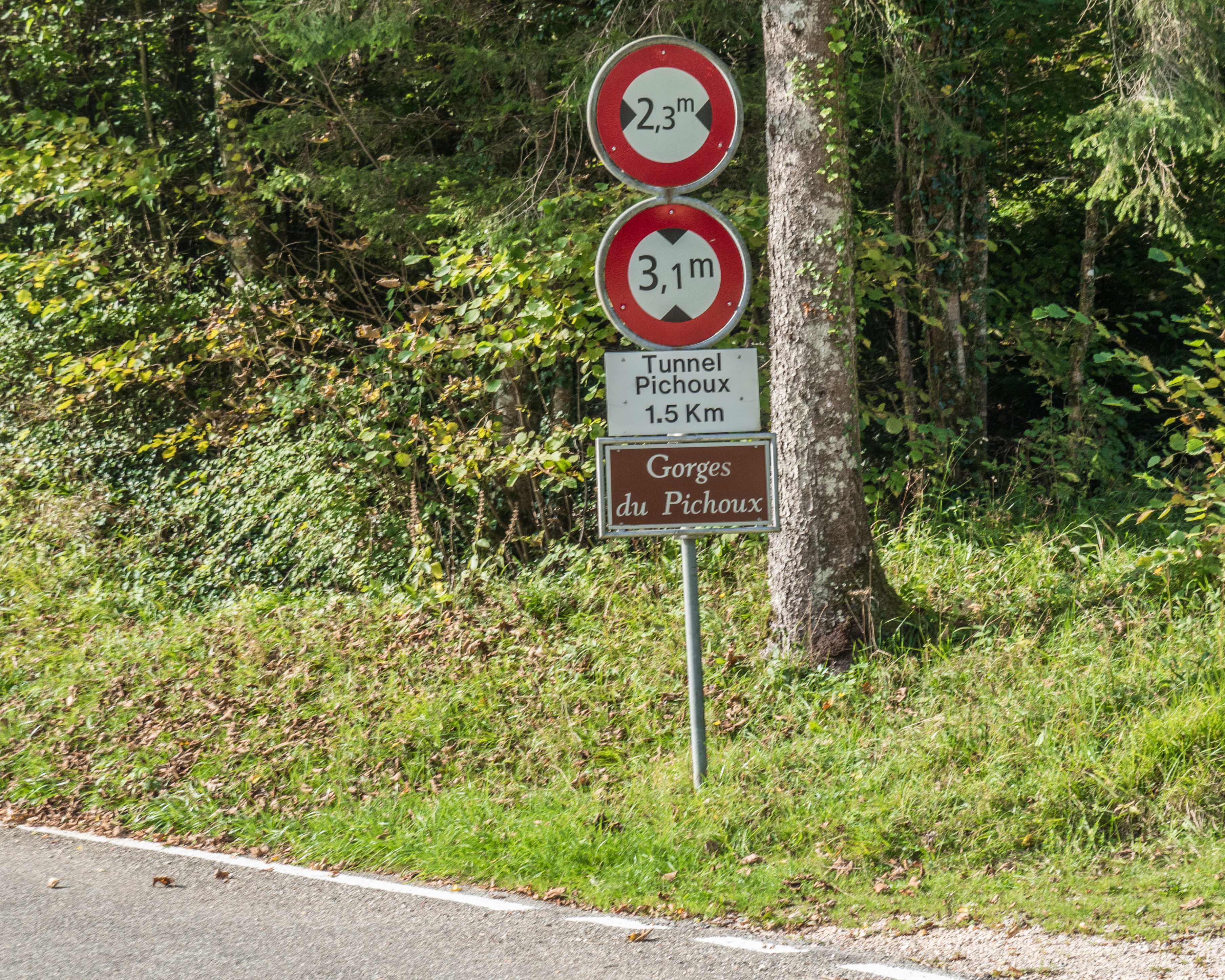
Gorges du Pichoux Strassensignale
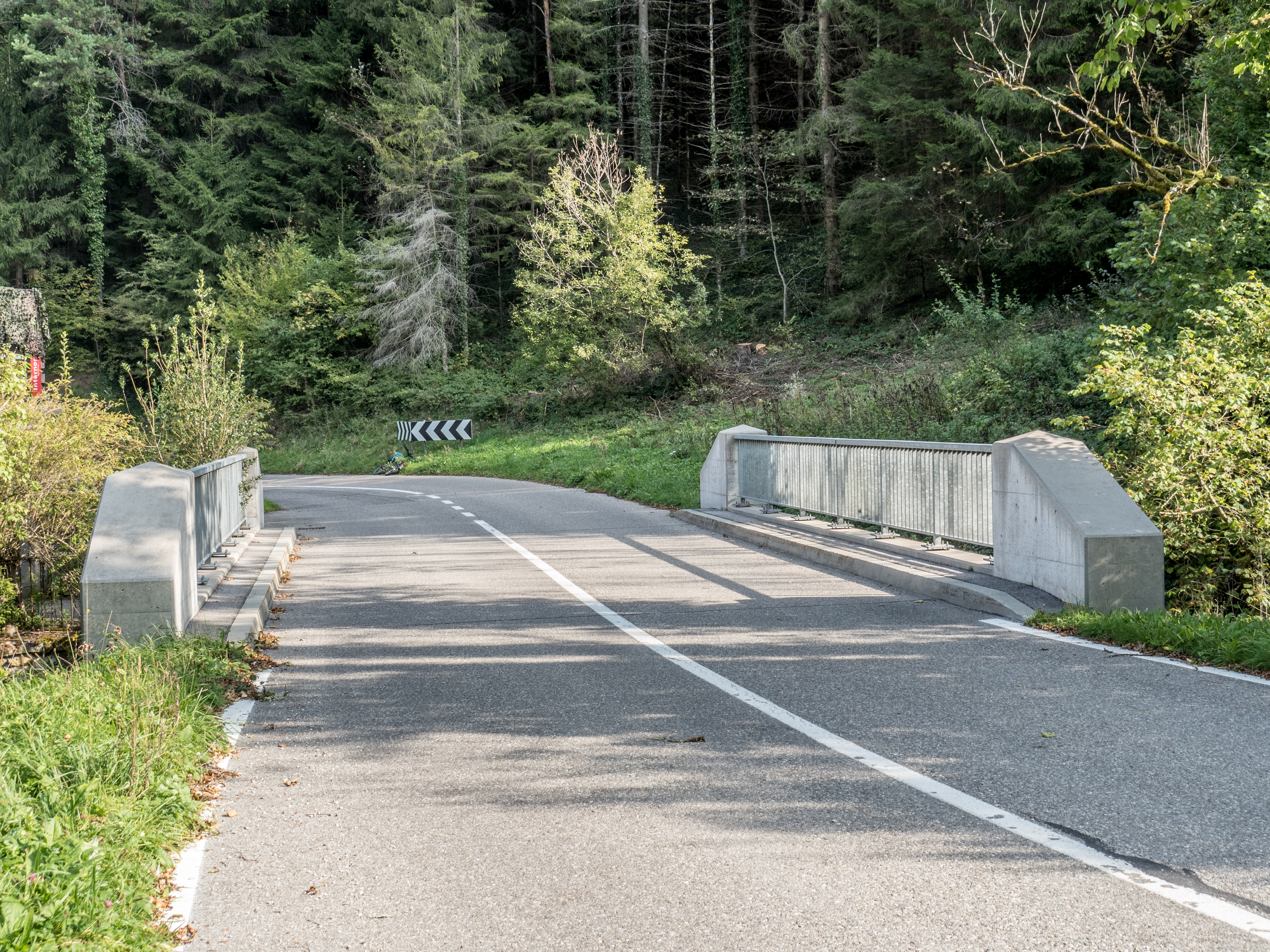
Brücke bei Blanches-Fontaines
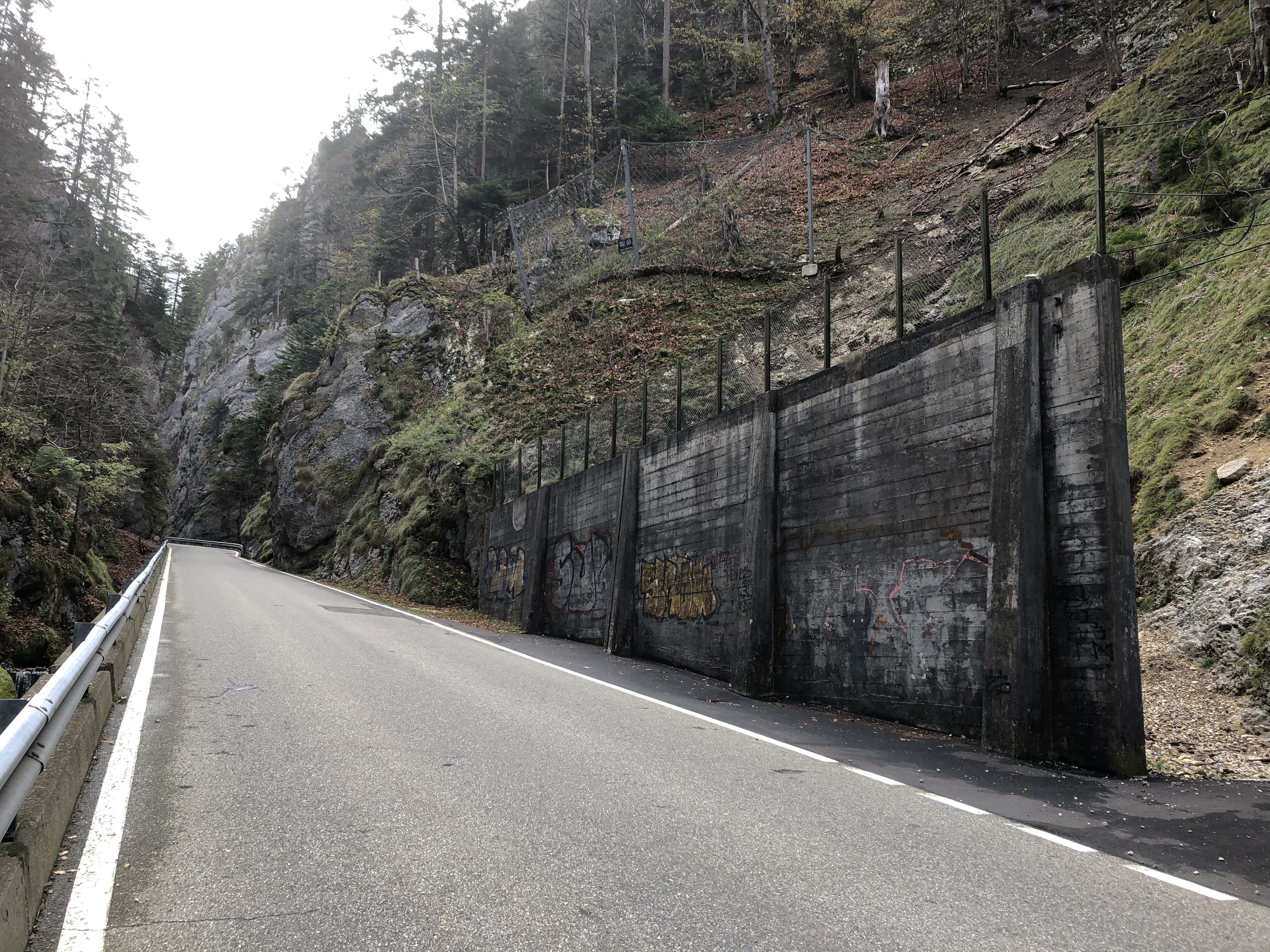
Mauer und Auffangnetze zum Schutz gegen Steinschlag
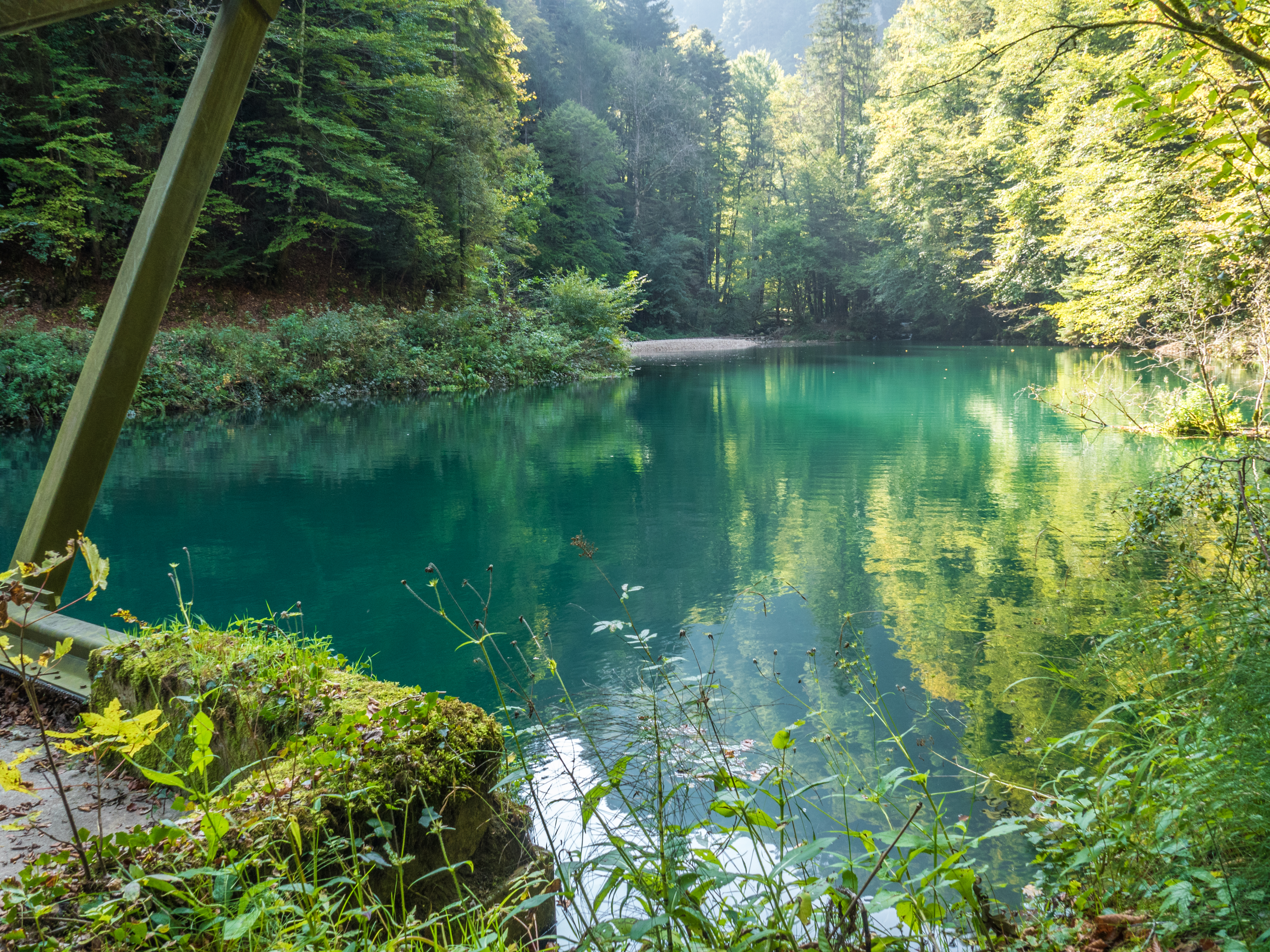
Stausee Lac Vert

## Naturgefahren
Die Strasse ist in der engen Schlucht durch Steinschlag gefährdet. Aufwändige Schutzeinrichtungen fangen die herabstürzenden Felstrümmer an vielen Stellen oberhalb der Strasse auf.